# Reação em Cadeia
Reação em Cadeia es una banda brasileña de grunge y rock alternativo formada en Nuevo Hamburgo, Río Grande do Sul en 1996.
El grupo está compuesto por Jonathan Corrêa (vocales y guitarra), Daniel Jeffman (guitarra), Márcio Abreu (bajo), Daniel Hanauer (teclados) y Vini Bondan (batería).

## Historia

### Comienzos (1996 - 1999)
Reação em Cadeia se formó en Río Grande do Sul en 1996, cuando Marcio Abreu, Nico Ventre y Jonathan Corrêa se unieron con Ricardo Rocha y la formaron el grupo Os Reverberados. Con esta formación y este nombre, la banda realizó un solo show ese año y, al año siguiente, se cambió el nombre del grupo, el cual llegó a ser conocido ADN.
En 1998, Ricardo y Márcio deciden dejar la banda y al mismo tiempo, Nico y Jonathan deciden unirse a los amigos del grupo musical Mr. Contra para formar el grupo Extasy, sin embargo, el proyecto se disolvió y el mismo año, Corrêa dejó la banda.
Una vez más, en 1999, Corrêa decide persistir en la música e invita a Nico y Márcio para formar un nuevo grupo, aún sin nombre. Para completar la banda reclutó a Daniel Jeffman (guitarrista de Extasy). Con esta formación, llegaron a grabar algunos demos, y a hacer algunos shows locales, en donde contaron con Samuel Klein en la guitarra.
Después de algunas pruebas, el proyecto que inicialmente iba a ser sólo para grabar algunos demos comenzó a consolidarse, y como resultado, Daniel, Samuel y Nico dejaron la banda Extasy para ser parte de un proyecto nuevo y grabaron su primer demo, que tenía cuatro canciones: “Reação em Cadeia”, “Minha Vida”, “Anjos Terrestres” y “Vivendo e Aprendendo”.
El nombre del grupo, Reação em Cadeia, fue sugerido por Samuel Klein, porque, además de ser el título de una canción, fue la primera canción realizada en conjunto en una práctica por primera vez, el 28 de octubre de 1999.

### Presentaciones y primer álbum (2000 - 2004)
Una vez consolidado el grupo, Reação em Cadeia hizo su primera aparición en febrero de 2000 en el Universidad Feevale en Nuevo Hamburgo, donde tocaron la canción "Eu sei" de la banda Legião Urbana.
El grupo compartió escenario con la nueva formación de Extasy, donde Daniel Hanauer, años más tarde fue incorporado como el tecladista de Reação em Cadeia.
Luego de algunas presentaciones, en abril de 2000 Samuel Klein tuvo que abandonar el grupo porque se trasladó a São Paulo. En su lugar, fue reclutado Joey Rocha, el cual permaneció hasta mayo de 2001. Klein regresa al conjunto, tocando en tres conciertos, pero vuelve a dejarlo ese mismo año.
Después de la nueva salida de Klein, Reação em Cadeia realiza una pausa de unos meses, pero vuelve a las actividades en septiembre. Poco después, Jonathan Corrêa, Daniel Jeffman, Márcio Abreu y Nico Ventre van a al estudio para grabar el sencillo "Me Odeie", que se lanza en todo el sur de Brasil por la emisora Thad Malta. La canción consigue una gran repercusión, dando lugar a que Reação em Cadeia firme con el sello discográfico Antídoto, el cual lanza el álbum debut de la banda, titulado Neural, en el año 2002.
El álbum fue muy exitoso gracias al sencillo "Me Odeie", canción que ya estaba se había presentado en la radio. Más allá de ello, las canciones "Eu não pertenço a você" (que también apareció en la radio del Sur), "Espero", "Neurose", "Até Parar de Bater" e "Infierno" contribuyeron a la venta de un total de más de 70.000 discos.
En 2003, Reação em Cadeia lanzó el vídeo musical de "Me Odeie" y el éxito de la canción entró en la televisión. Para ello, se encontraba entre los cinco finalistas de los Premios Multishow en la categoría "Artista Revelación".

### Rest (2004 - 2006)
En abril de 2004, Reação em Cadeia lanzó su segundo álbum de estudio, titulado Rest, lanzado por Antídoto Records. El álbum fue muy exitoso, vendiendo más de 30.000 discos en poco más de una semana desde su lanzamiento. Al igual que en trabajos anteriores, el álbum también consigue un gran rendimiento gracias a la canción "Estou Melhor", que también fue transmitida en las estaciones de radio en el sur, junto con la balada "Quase amor".
A pesar del gran escenario, pocos meses después del lanzamiento de Rest, el baterista Nico Ventre y el bajista Márcio Abreu dejan la banda. El grupo recluta a Elias Frenzel y Mauricio Faria para asumir posiciones en la batería y bajo, respectivamente. Con esta formación en abril de 2005, Reaçao em Cadeia participa en el programa "Domingão do Faustão" en la red TV Globo, interpretando la canción "Quase amor", y en el mismo año, realizaron la grabación del vídeo musical de "Nunca me deixe só".

### Febre Confessional y Nada Ópera? (2006 - 2009)
En 2006, Reaçao em Cadeia lanzó su tercer álbum de estudio, Febre Confessional, a través del sello discográfico Deckdisc. El álbum, grabado en Río de Janeiro, incluyó la producción de Rafael Ramos, cuyo trabajo con la canción "Os dias" en el video musical entró en la programación de MTV.
Antes de grabar el videoclip de la canción G.A.B.I, Vini Bondan asume la batería en lugar de Elías Frenzel en febrero de 2007. Ese mismo año, en mayo, Reaçao em Cadeia invita a Daniel Hanauer a tomar los teclados para la producción de un nuevo álbum. Así, el 12 y 13 de marzo de 2008, la banda grabó en vivo, en el bar Opinião en Porto Alegre, su primer DVD, titulado Nada Ópera?.
Además de las canciones presentes en tres discos anteriores de la banda, el CD y DVD de Nada Ópera? había incluido en su repertorio las canciones inéditas "Serenade" y "Afaste-se de mim", con similitud al estilo de las primeras canciones de la banda, como "Vivendo e Aprendendo".
En septiembre de 2009, la banda hace el lanzamiento oficial del DVD Nada Ópera?, nuevamente en el bar Opinião, pero esta vez con el regreso de Márcio Abreu en el bajo, que entró en el lugar de Mauricio Farias.

### Enfim Dezembro (2010 - presente)
En 2010, la alineación de la banda estaba compuesta por Jonathan Corrêa (vocales y guitarra), Daniel Jeffman (guitarra), Márcio Abreu (bajo), Daniel Hanauer (teclados) y Vini Bondan (batería(instrumento)|batería), y en septiembre de ese año, Reaçao em Cadeia entró al estudio en Porto Alegre para grabar su cuarto álbum.
El nuevo álbum se publicó en internet en el sitio de Myspace de la banda para ser escuchado desde el 13 de diciembre. Bajo el nombre de Enfim Dezembro, las canciones tuvieron más de 150.000 visitas en cuatro días y el álbum se destacó su página de MySpace. Poco después, Reaçao em Cadeia lanzó el vídeo musical de la canción "Entre teus dedos".

## Influencias
Las influencias de Reação em Cadeia incluyen a Led Zeppelin, Iron Maiden y grupos grunge, tales como Soundgarden, Pearl Jam, Nickelback y The Calling.

## Discografía
| Año  | Álbum                                                                                  |      |                                              |  |
| ---- | -------------------------------------------------------------------------------------- | ---- | -------------------------------------------- |  |
| Año  | Álbum                                                                                  | 2002 | Neural - Lanzamiento: 2002 - Sello: Antídoto |  |
| 2003 | Atlântida Acústica - Lanzamiento: 2003 - Sello: Independiente                          |      |                                              |  |
| 2004 | Resto - Lanzamiento: 2004 - Sello: Antídoto                                            |      |                                              |  |
| 2006 | Febre Confessional - Lanzamiento: 2006 - Sello: Deckdisc                               |      |                                              |  |
| 2008 | Nada Ópera? ao Vivo em Porto Alegre - Lanzamiento: 2008 - Sello: EMI                   |      |                                              |  |
| 2011 | Enfim Dezembro - Lanzamiento: 2011 - Sello: Radar Records                              |      |                                              |  |
| 2022 | Voz & Reação ao Vivo em Porto Alegre - 2018 - Lanzamiento: 2022 - Sello: Independiente |      |                                              |  |

### Videoclips
| Año  | Video                | Diretor(es)      |
| ---- | -------------------- | ---------------- |
| 2002 | "Me Odeie"           |                  |
| 2004 | "Nunca Me Deixe Só"  | Jonathan Corrêa  |
| 2006 | "Os Dias"            | Mauricio Eça     |
| 2006 | "G.A.B.I."           | Sammy Klein Roos |
| 2009 | "Me Odeie (En vivo)" |                  |
| 2010 | "Entre Teus Dedos"   | Sammy Klein Roos |

## Premios y nominaciones
| Año  | Premio                               | Categoría        | Trabajo nominado                      | Resultado | Ref.  |
| ---- | ------------------------------------ | ---------------- | ------------------------------------- | --------- | ----- |
| 2004 | Premio Multishow de Música Brasileña | Grupo Revelación | Reação Em Cadeia                      | Nominado  | [ 6 ] |
| 2009 | Premio Açorianos de Música           | DVD del Año      | Nada Ópera? - Ao Vivo em Porto Alegre | Nominado  | [ 7 ] |

## Miembros

### Miembros actuales
- Jonathan Corrêa - (vocales y guitarra) (1996 - presente)
- Daniel Jeffman - (guitarra) (1996 - presente)
- Marcio Abreu - (bajo) (1996) (1999 - 2005) (2009 - presente)
- Vini Bondan - (batería) (2007 - presente)
- Daniel Hanauer - (teclados) (2007 - presente)

### Antiguos miembros
- Nico Ventre - (batería) (1996) (1999 - 2005)
- Elías Frenzel - (batería) (2005 - 2007)
- Samuel Klein - (guitarra) (1996 - 2000) (2001 - 2002)
- Joey Rocha - (guitarra) (2000 - 2001)
- Mauricio Faria - (bajo) (2005 - 2009)